# Rhodostrophia subflavida
Rhodostrophia subflavida là một loài bướm đêm trong họ Geometridae.